# Qualificazioni alla Coppa delle nazioni africane 2017

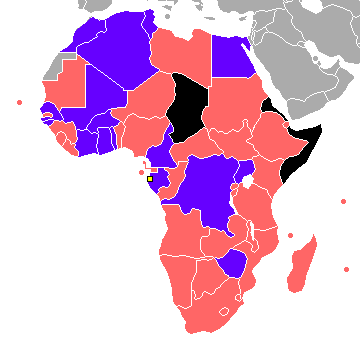
Mappa delle nazionali qualificate alla Coppa d'Africa 2017 (in blu)

Questa voce raccoglie un approfondimento sui risultati degli incontri per l'accesso alla fase finale della Coppa delle nazioni africane 2017, che si è giocata in Gabon dal 15 gennaio al 7 febbraio 2017.

## Partecipanti
La competizione vede partecipare 52 nazionali: Somalia ed Eritrea hanno rinunciato a partecipare. Il Gibuti rientra dopo l'assenza nella precedente edizione. Inoltre, rientra anche il Marocco, che era stato escluso dalla Coppa delle nazioni africane 2015 in quanto si era rifiutato di ospitare la competizione, temendo la diffusione sul proprio territorio della pandemia di ebola.

## Sorteggio
Il sorteggio del turno preliminare si è tenuto l'8 aprile 2015 a Il Cairo (Egitto).
Per il sorteggio si è tenuto conto del ranking CAF, basato sulle prestazioni delle squadre nelle ultime tre Coppe delle Nazioni Africane e nel Coppa del Mondo FIFA 2014.
Di seguito la lista delle 52 partecipanti alle qualificazioni e l'urna a cui sono state assegnate:
| Rank | Squadra             | Tornei e fattori di peso | Tornei e fattori di peso | Tornei e fattori di peso | Tornei e fattori di peso | Tornei e fattori di peso | Tornei e fattori di peso | Tornei e fattori di peso | Totale | Urna   |
| Rank | Squadra             | AFCON 2015               | AFCON 2015 q.            | AFCON 2013               | AFCON 2013 q.            | AFCON 2012               | AFCON 2012 q.            | Mondiale 2014 q.         | Totale | Urna   |
| Rank | Squadra             | × 3                      | × 2                      | × 2                      | × 1                      | × 1                      | × 0,5                    | × 1                      | Totale | Urna   |
| ---- | ------------------- | ------------------------ | ------------------------ | ------------------------ | ------------------------ | ------------------------ | ------------------------ | ------------------------ | ------ | ------ |
| 1    | Costa d'Avorio      | 24                       | 8                        | 6                        | 3                        | 6                        | 2                        | 7                        | 56     | Urna 1 |
| 2    | Ghana               | 18                       | 10                       | 8                        | 3                        | 4                        | 2                        | 7                        | 52     | Urna 1 |
| 3    | Tunisia             | 9                        | 10                       | 4                        | 3                        | 3                        | 1,5                      | 5                        | 35,5   | Urna 1 |
| 4    | Burkina Faso        | 3                        | 8                        | 12                       | 3                        | 1                        | 2                        | 5                        | 34     | Urna 1 |
| 5    | Mali                | 6                        | 8                        | 8                        | 3                        | 4                        | 2                        | 3                        | 34     | Urna 1 |
| 6    | Nigeria             |                          | 6                        | 16                       | 3                        |                          | 1.5                      | 7                        | 33,5   | Urna 1 |
| 7    | Algeria             | 9                        | 10                       | 2                        | 3                        |                          | 1                        | 7                        | 32     | Urna 1 |
| 8    | Zambia              | 3                        | 8                        | 4                        | 3                        | 8                        | 2                        | 3                        | 31     | Urna 1 |
| 9    | Capo Verde          | 6                        | 10                       | 6                        | 3                        |                          | 1,5                      | 3                        | 29,5   | Urna 1 |
| 10   | RD del Congo        | 12                       | 6                        | 4                        | 3                        |                          | 1                        | 2                        | 28     | Urna 1 |
| 11   | Guinea              | 9                        | 8                        |                          | 2                        | 2                        | 2                        | 3                        | 26     | Urna 1 |
| 12   | Senegal             | 6                        | 8                        |                          | 2                        | 1                        | 2                        | 5                        | 24     | Urna 1 |
| 13   | Camerun             | 3                        | 10                       |                          | 2                        |                          | 1,5                      | 7                        | 23,5   | Urna 1 |
| 14   | Sudafrica           | 3                        | 10                       | 6                        |                          |                          | 1,5                      | 3                        | 23,5   | Urna 2 |
| 15   | Gabon (Ospite)      | 6                        | 10                       |                          | 2                        | 3                        |                          | 2                        | 23     | Urna X |
| 16   | Rep. del Congo      | 9                        | 8                        |                          | 1                        |                          | 1                        | 3                        | 22     | Urna 2 |
| 17   | Guinea Equatoriale  | 12                       | 1                        |                          | 2                        | 3                        |                          | 1                        | 19     | Urna 2 |
| 18   | Angola              |                          | 6                        | 2                        | 3                        | 2                        | 2                        | 2                        | 17     | Urna 2 |
| 19   | Etiopia             |                          | 4                        | 2                        | 3                        |                          | 1                        | 5                        | 15     | Urna 2 |
| 20   | Togo                |                          | 4                        | 6                        | 3                        |                          | 0,5                      | 1                        | 14,5   | Urna 2 |
| 21   | Marocco             |                          |                          | 4                        | 3                        | 2                        | 2                        | 3                        | 14     | Urna 2 |
| 22   | Niger               |                          | 4                        | 2                        | 3                        | 1                        | 2                        | 1                        | 13     | Urna 2 |
| 23   | Egitto              |                          | 6                        |                          | 1                        |                          | 0,5                      | 5                        | 12,5   | Urna 2 |
| 24   | Uganda              |                          | 6                        |                          | 2                        |                          | 1,5                      | 3                        | 12,5   | Urna 2 |
| 25   | Malawi              |                          | 6                        |                          | 2                        |                          | 1                        | 3                        | 12     | Urna 2 |
| 26   | Sudan               |                          | 4                        |                          | 2                        | 3                        | 1,5                      | 1                        | 11,5   | Urna 2 |
| 27   | Mozambico           |                          | 6                        |                          | 2                        |                          | 1                        | 2                        | 11     | Urna 2 |
| 28   | Botswana            |                          | 4                        |                          | 2                        | 1                        | 2                        | 2                        | 11     | Urna 3 |
| 29   | Libia               |                          | 1                        |                          | 2                        | 2                        | 1,5                      | 3                        | 9,5    | Urna 3 |
| 30   | Sierra Leone        |                          | 4                        |                          | 2                        |                          | 1                        | 2                        | 9      | Urna 3 |
| 31   | Lesotho             |                          | 4                        |                          |                          |                          |                          | 2                        | 6      | Urna 3 |
| 32   | Kenya               |                          | 2                        |                          | 1                        |                          | 1                        | 2                        | 6      | Urna 3 |
| 33   | Benin               |                          | 2                        |                          | 1                        |                          | 0,5                      | 2                        | 5,5    | Urna 3 |
| 34   | Ruanda              |                          | 2                        |                          | 1                        |                          | 1,5                      | 1                        | 5,5    | Urna 3 |
| 35   | Tanzania            |                          | 2                        |                          | 1                        |                          | 0,5                      | 2                        | 5,5    | Urna 3 |
| 36   | Rep. Centrafricana  |                          | 1                        |                          | 2                        |                          | 1,5                      | 1                        | 5,5    | Urna 3 |
| 37   | Zimbabwe            |                          | 1                        |                          | 2                        |                          | 1                        | 1                        | 5      | Urna 3 |
| 38   | Liberia             |                          | 1                        |                          | 2                        |                          | 0,5                      | 1                        | 4,5    | Urna 3 |
| 39   | Gambia              |                          | 1                        |                          | 1                        |                          | 1,5                      | 1                        | 4,5    | Urna 3 |
| 40   | Namibia             |                          | 1                        |                          | 1                        |                          | 1                        | 1                        | 4      | Urna 3 |
| 41   | Guinea-Bissau       |                          | 2                        |                          | 1                        |                          | 0,5                      |                          | 3,5    | Urna 4 |
| 42   | Seychelles          |                          | 2                        |                          | 1                        |                          |                          |                          | 3      | Urna 4 |
| 43   | Burundi             |                          | 1                        |                          | 1                        |                          | 1                        |                          | 3      | Urna 4 |
| 44   | Mauritania          |                          | 2                        |                          |                          |                          | 0,5                      |                          | 2,5    | Urna 4 |
| 45   | Ciad                |                          | 1                        |                          | 1                        |                          | 0,5                      |                          | 2,5    | Urna 4 |
| 45   | Madagascar          |                          | 1                        |                          | 1                        |                          | 0,5                      |                          | 2,5    | Urna 4 |
| 47   | São Tomé e Príncipe |                          | 1                        |                          | 1                        |                          |                          |                          | 2      | Urna 4 |
| 48   | Comore              |                          | 1                        |                          |                          |                          | 0,5                      |                          | 1,5    | Urna 4 |
| 48   | eSwatini            |                          | 1                        |                          |                          |                          | 0,5                      |                          | 1,5    | Urna 4 |
| 50   | Sudan del Sud       |                          | 1                        |                          |                          |                          |                          |                          | 1      | Urna 4 |
| 51   | Mauritius           |                          |                          |                          |                          |                          | 0,5                      |                          | 0,5    | Urna 4 |
| 52   | Gibuti              |                          |                          |                          |                          |                          |                          |                          | 0      | Urna 4 |

## Formato
Le 52 nazionali sono suddivise per sorteggio in 13 gironi da 4 squadre ciascuno. Il Gabon viene inserito in uno dei gironi, senza che i suoi risultati contro le altre tre squadre incidano sulla classifica finale del girone in cui è inserito. Le 13 squadre vincitrici 
ciascun girone più le due migliori seconde (esclusa quella del gruppo I che conta solo tre squadre più il Gabon) si qualificano alla fase finale. Nella determinazione delle due migliori seconde non rientrano il girone I né quei gironi in cui una o più squadre si ritirano.
In ciascun girone ogni squadra affronta le altre 3 due volte. Sono assegnati 3 punti per la vittoria, 1 punto per il pareggio e 0 per la sconfitta. La classifica viene stilata secondo i seguenti criteri:
- maggior numero di punti conquistati;
- punti conquistati negli scontri diretti;
- differenza reti negli scontri diretti;
- reti realizzate negli scontri diretti;
- reti realizzate in trasferta negli scontri diretti;
- se, dopo aver applicato i criteri precedenti a più squadre, due squadre sono ancora appaiate, si riapplicano prima i criteri precedenti alle sole due squadre e poi i successivi;
- miglior differenza reti totale;
- maggior numero di reti realizzate in totale;
- reti realizzate in trasferta in totale;
- sorteggio.

## Gironi
Le qualificazioni sono iniziate il 12 giugno 2015 e si sono concluse il 4 settembre 2016.
| Giornata   | Data               |
| ---------- | ------------------ |
| Giornata 1 | 12-14 giugno 2015  |
| Giornata 2 | 4-6 settembre 2015 |
| Giornata 3 | 23-26 marzo 2016   |
| Giornata 4 | 26-29 marzo 2016   |
| Giornata 5 | 3-5 giugno 2016    |
| Giornata 6 | 2-4 settembre 2016 |

### Girone A
| Pos. | Squadra | Pt | G | V | N | P | GF | GS | DR  |
| ---- | ------- | -- | - | - | - | - | -- | -- | --- |
| 1.   | Tunisia | 13 | 6 | 4 | 1 | 1 | 16 | 3  | +13 |
| 2.   | Togo    | 11 | 6 | 3 | 2 | 1 | 11 | 4  | +7  |
| 3.   | Liberia | 10 | 6 | 3 | 1 | 2 | 11 | 8  | +3  |
| 4.   | Gibuti  | 0  | 6 | 0 | 0 | 6 | 1  | 24 | -23 |

| Squadra | Tunisia (bandiera) | Togo (bandiera) | Liberia (bandiera) | Gibuti (bandiera) |
| ------- | ------------------ | --------------- | ------------------ | ----------------- |
| Tunisia | —                  | 1 – 0           | 4 – 1              | 8 – 1             |
| Togo    | 0 – 0              | —               | 2 – 1              | 5 – 0             |
| Liberia | 1 – 0              | 2 – 2           | —                  | 5 – 0             |
| Gibuti  | 0 – 3              | 0 – 2           | 0 – 1              | —                 |

### Girone B
| Pos. | Squadra            | Pt | G | V | N | P | GF | GS | DR  |
| ---- | ------------------ | -- | - | - | - | - | -- | -- | --- |
| 1.   | RD del Congo       | 15 | 6 | 5 | 0 | 1 | 16 | 6  | +10 |
| 2.   | Rep. Centrafricana | 10 | 6 | 3 | 1 | 2 | 9  | 11 | -2  |
| 3.   | Angola             | 5  | 6 | 1 | 2 | 3 | 7  | 8  | -1  |
| 4.   | Madagascar         | 3  | 6 | 0 | 3 | 3 | 5  | 12 | -7  |

| Squadra            | Angola (bandiera) | RD del Congo (bandiera) | Madagascar (bandiera) | Rep. Centrafricana (bandiera) |
| ------------------ | ----------------- | ----------------------- | --------------------- | ----------------------------- |
| Angola             | —                 | 0 – 2                   | 1 – 1                 | 4 – 0                         |
| RD del Congo       | 2 – 1             | —                       | 2 – 1                 | 4 – 1                         |
| Madagascar         | 0 – 0             | 1 – 6                   | —                     | 1 – 1                         |
| Rep. Centrafricana | 3 – 1             | 2 – 0                   | 2 – 1                 | —                             |

### Girone C
| Pos. | Squadra            | Pt | G | V | N | P | GF | GS | DR  |
| ---- | ------------------ | -- | - | - | - | - | -- | -- | --- |
| 1.   | Mali               | 16 | 6 | 5 | 1 | 0 | 13 | 3  | +10 |
| 2.   | Benin              | 11 | 6 | 3 | 2 | 1 | 12 | 10 | +2  |
| 3.   | Guinea Equatoriale | 4  | 6 | 1 | 1 | 4 | 6  | 6  | 0   |
| 4.   | Sudan del Sud      | 3  | 6 | 1 | 0 | 5 | 3  | 15 | -12 |

| Squadra            | Mali (bandiera) | Benin (bandiera) | Guinea Equatoriale (bandiera) | Sudan del Sud (bandiera) |
| ------------------ | --------------- | ---------------- | ----------------------------- | ------------------------ |
| Mali               | —               | 5 – 2            | 1 – 0                         | 2 – 0                    |
| Benin              | 1 – 1           | —                | 2 – 1                         | 4 – 1                    |
| Guinea Equatoriale | 0 – 1           | 1 – 1            | —                             | 4 – 0                    |
| Sudan del Sud      | 0 – 3           | 1 – 2            | 1 – 0                         | —                        |

### Girone D
| Pos. | Squadra      | Pt | G | V | N | P | GF | GS | DR |
| ---- | ------------ | -- | - | - | - | - | -- | -- | -- |
| 1.   | Burkina Faso | 13 | 6 | 4 | 1 | 1 | 6  | 2  | +4 |
| 2.   | Uganda       | 13 | 6 | 4 | 1 | 1 | 6  | 2  | +4 |
| 3.   | Botswana     | 6  | 6 | 2 | 0 | 4 | 5  | 8  | -3 |
| 4.   | Comore       | 3  | 6 | 1 | 0 | 5 | 2  | 7  | -5 |

| Squadra      | Burkina Faso (bandiera) | Uganda (bandiera) | Botswana (bandiera) | Comore (bandiera) |
| ------------ | ----------------------- | ----------------- | ------------------- | ----------------- |
| Burkina Faso | —                       | 1 – 0             | 2 – 1               | 2 – 0             |
| Uganda       | 0 – 0                   | —                 | 2 – 0               | 1 – 0             |
| Botswana     | 1 – 0                   | 1 – 2             | —                   | 2 – 1             |
| Comore       | 0 – 1                   | 0 – 1             | 1 – 0               | —                 |

### Girone E
| Pos. | Squadra        | Pt | G | V | N | P | GF | GS | DR |
| ---- | -------------- | -- | - | - | - | - | -- | -- | -- |
| 1.   | Guinea-Bissau  | 10 | 6 | 3 | 1 | 2 | 7  | 7  | 0  |
| 2.   | Rep. del Congo | 9  | 6 | 2 | 3 | 1 | 9  | 7  | +2 |
| 3.   | Zambia         | 7  | 6 | 1 | 4 | 1 | 7  | 7  | 0  |
| 4.   | Kenya          | 5  | 6 | 1 | 2 | 3 | 5  | 7  | -2 |

| Squadra        | Kenya (bandiera) | Rep. del Congo (bandiera) | Guinea-Bissau (bandiera) | Zambia (bandiera) |
| -------------- | ---------------- | ------------------------- | ------------------------ | ----------------- |
| Kenya          | —                | 2 – 1                     | 0 – 1                    | 1 – 2             |
| Rep. del Congo | 1 – 1            | —                         | 1 – 0                    | 1 – 1             |
| Guinea-Bissau  | 1 – 0            | 2 – 4                     | —                        | 3 – 2             |
| Zambia         | 1 – 1            | 1 – 1                     | 0 – 0                    | —                 |

### Girone F
| Pos. | Squadra             | Pt | G | V | N | P | GF | GS | DR  |
| ---- | ------------------- | -- | - | - | - | - | -- | -- | --- |
| 1.   | Marocco             | 16 | 6 | 5 | 1 | 0 | 10 | 1  | +9  |
| 2.   | Capo Verde          | 9  | 6 | 3 | 0 | 3 | 11 | 7  | +4  |
| 3.   | Libia               | 7  | 6 | 2 | 1 | 3 | 8  | 6  | +2  |
| 4.   | São Tomé e Príncipe | 3  | 6 | 1 | 0 | 5 | 4  | 19 | -15 |

| Squadra             | Capo Verde (bandiera) | Marocco (bandiera) | Libia (bandiera) | São Tomé e Príncipe (bandiera) |
| ------------------- | --------------------- | ------------------ | ---------------- | ------------------------------ |
| Capo Verde          | —                     | 0 – 1              | 0 – 1            | 7 – 1                          |
| Marocco             | 2 – 0                 | —                  | 1 – 0            | 2 – 0                          |
| Libia               | 1 – 2                 | 1 – 1              | —                | 4 – 0                          |
| São Tomé e Príncipe | 1 – 2                 | 0 – 3              | 2 – 1            | —                              |

### Girone G
| Pos. | Squadra      | Pt | G | V | N | P | GF | GS | DR |
| ---- | ------------ | -- | - | - | - | - | -- | -- | -- |
| 1.   | Egitto       | 10 | 4 | 3 | 1 | 0 | 7  | 1  | +6 |
| 2.   | Nigeria      | 5  | 4 | 1 | 2 | 1 | 2  | 2  | 0  |
| 3.   | Tanzania     | 1  | 4 | 0 | 1 | 3 | 0  | 6  | -6 |
| 4.   | Ciad (rit.)* | 0  | 0 | 0 | 0 | 0 | 0  | 0  | 0  |

- Ciad ritirato dalla manifestazione il 27 marzo 2016 per problemi economici. Le partite già disputate vengono annullate.

| Squadra  | Egitto (bandiera) | Nigeria (bandiera) | Ciad (bandiera) | Tanzania (bandiera) |
| -------- | ----------------- | ------------------ | --------------- | ------------------- |
| Egitto   | —                 | 1 – 0              | n.d.            | 3 – 0               |
| Nigeria  | 1 – 1             | —                  | 2 – 0           | 1 – 0               |
| Ciad     | 1 – 5             | n.d.               | —               | 0 – 1               |
| Tanzania | 0 – 2             | 0 – 0              | n.d.            | —                   |

### Girone H
| Pos. | Squadra   | Pt | G | V | N | P | GF | GS | DR  |
| ---- | --------- | -- | - | - | - | - | -- | -- | --- |
| 1.   | Ghana     | 14 | 6 | 4 | 2 | 0 | 14 | 3  | +11 |
| 2.   | Mozambico | 7  | 6 | 2 | 1 | 3 | 5  | 7  | -2  |
| 3.   | Ruanda    | 7  | 6 | 2 | 1 | 3 | 9  | 6  | +3  |
| 4.   | Mauritius | 6  | 6 | 2 | 0 | 4 | 3  | 15 | -12 |

| Squadra   | Ghana (bandiera) | Ruanda (bandiera) | Mozambico (bandiera) | Mauritius (bandiera) |
| --------- | ---------------- | ----------------- | -------------------- | -------------------- |
| Ghana     | —                | 1 – 1             | 3 – 1                | 7 – 1                |
| Ruanda    | 0 – 1            | —                 | 2 – 3                | 5 – 0                |
| Mozambico | 0 – 0            | 0 – 1             | —                    | 1 – 0                |
| Mauritius | 0 – 2            | 1 – 0             | 1 – 0                | —                    |

### Girone I
| Pos. | Squadra        | Pt | G | V | N | P | GF | GS | DR |
| ---- | -------------- | -- | - | - | - | - | -- | -- | -- |
| 1.   | Costa d'Avorio | 6  | 4 | 1 | 3 | 0 | 3  | 2  | +1 |
| 2.   | Sierra Leone   | 5  | 4 | 1 | 2 | 1 | 2  | 2  | 0  |
| 3.   | Sudan          | 4  | 4 | 1 | 1 | 2 | 2  | 3  | -1 |

| Squadra        | Sudan (bandiera) | Costa d'Avorio (bandiera) | Sierra Leone (bandiera) |
| -------------- | ---------------- | ------------------------- | ----------------------- |
| Sudan          | —                | 1 – 1                     | 1 – 0                   |
| Costa d'Avorio | 1 – 0            | —                         | 1 – 1                   |
| Sierra Leone   | 1 – 0            | 0 – 0                     | —                       |

- Il  Gabon è stato sorteggiato in questo girone ma disputa solo incontri amichevoli, essendo il Paese che ospiterà la manifestazione.

### Girone J
| Pos. | Squadra    | Pt | G | V | N | P | GF | GS | DR  |
| ---- | ---------- | -- | - | - | - | - | -- | -- | --- |
| 1.   | Algeria    | 16 | 6 | 5 | 1 | 0 | 25 | 5  | +20 |
| 2.   | Etiopia    | 11 | 6 | 3 | 2 | 1 | 11 | 14 | -3  |
| 3.   | Seychelles | 4  | 6 | 1 | 1 | 4 | 5  | 11 | -6  |
| 4.   | Lesotho    | 3  | 6 | 1 | 0 | 5 | 5  | 16 | -11 |

| Squadra    | Algeria (bandiera) | Etiopia (bandiera) | Lesotho (bandiera) | Seychelles (bandiera) |
| ---------- | ------------------ | ------------------ | ------------------ | --------------------- |
| Algeria    | —                  | 7 – 1              | 6 – 0              | 4 – 0                 |
| Etiopia    | 3 – 3              | —                  | 2 – 1              | 2 – 1                 |
| Lesotho    | 1 – 3              | 1 – 2              | —                  | 2 – 1                 |
| Seychelles | 0 – 2              | 1 – 1              | 2 – 0              | —                     |

### Girone K
| Pos. | Squadra | Pt | G | V | N | P | GF | GS | DR  |
| ---- | ------- | -- | - | - | - | - | -- | -- | --- |
| 1.   | Senegal | 18 | 6 | 6 | 0 | 0 | 13 | 2  | +11 |
| 2.   | Burundi | 6  | 6 | 2 | 0 | 4 | 8  | 12 | -4  |
| 3.   | Namibia | 6  | 6 | 2 | 0 | 4 | 5  | 9  | -4  |
| 4.   | Niger   | 6  | 6 | 2 | 0 | 4 | 5  | 8  | -3  |

| Squadra | Senegal (bandiera) | Niger (bandiera) | Namibia (bandiera) | Burundi (bandiera) |
| ------- | ------------------ | ---------------- | ------------------ | ------------------ |
| Senegal | —                  | 2 – 0            | 2 – 0              | 3 – 1              |
| Niger   | 1 – 2              | —                | 1 – 0              | 3 – 1              |
| Namibia | 0 – 2              | 1 – 0            | —                  | 1 – 3              |
| Burundi | 0 – 2              | 2 – 0            | 1 – 3              | —                  |

### Girone L
| Pos. | Squadra  | Pt | G | V | N | P | GF | GS | DR |
| ---- | -------- | -- | - | - | - | - | -- | -- | -- |
| 1.   | Zimbabwe | 11 | 6 | 3 | 2 | 1 | 11 | 4  | +7 |
| 2.   | eSwatini | 8  | 6 | 2 | 2 | 2 | 6  | 9  | -3 |
| 3.   | Guinea   | 8  | 6 | 2 | 2 | 2 | 5  | 5  | 0  |
| 4.   | Malawi   | 5  | 6 | 1 | 2 | 3 | 5  | 9  | -4 |

| Squadra  | Guinea (bandiera) | Zimbabwe (bandiera) | Malawi (bandiera) | eSwatini (bandiera) |
| -------- | ----------------- | ------------------- | ----------------- | ------------------- |
| Guinea   | —                 | 1 – 0               | 0 – 0             | 1 – 2               |
| Zimbabwe | 1 – 1             | —                   | 3 – 0             | 4 – 0               |
| Malawi   | 1 – 2             | 1 – 2               | —                 | 1 – 0               |
| eSwatini | 1 – 0             | 1 – 1               | 2 – 2             | —                   |

### Girone M
| Pos. | Squadra    | Pt | G | V | N | P | GF | GS | DR |
| ---- | ---------- | -- | - | - | - | - | -- | -- | -- |
| 1.   | Camerun    | 14 | 6 | 4 | 2 | 0 | 7  | 2  | +5 |
| 2.   | Mauritania | 8  | 6 | 2 | 2 | 2 | 6  | 5  | +1 |
| 3.   | Sudafrica  | 7  | 6 | 1 | 4 | 1 | 8  | 6  | +2 |
| 4.   | Gambia     | 2  | 6 | 0 | 2 | 4 | 1  | 9  | -8 |

| Squadra    | Camerun (bandiera) | Sudafrica (bandiera) | Gambia (bandiera) | Mauritania (bandiera) |
| ---------- | ------------------ | -------------------- | ----------------- | --------------------- |
| Camerun    | —                  | 2 – 2                | 2 – 0             | 1 – 0                 |
| Sudafrica  | 0 – 0              | —                    | 0 – 0             | 1 – 1                 |
| Gambia     | 0 – 1              | 0 – 4                | —                 | 0 – 0                 |
| Mauritania | 0 – 1              | 3 – 1                | 2 – 1             | —                     |

### Raffronto tra le seconde classificate
Le due migliori seconde classificate hanno ottenuto la qualificazione diretta alla fase finale del torneo. Non si è tenuto conto del gruppo G, per via del ritiro del Ciad e del gruppo I, che, con la presenza del Gabon in quanto paese ospitante, annoverava solo tre squadre.
| Squadra            | Pt | G | V | N | P | GF | GS | DR | Gruppo |
| ------------------ | -- | - | - | - | - | -- | -- | -- | ------ |
| Uganda             | 13 | 6 | 4 | 1 | 1 | 6  | 2  | +4 | D      |
| Togo               | 11 | 6 | 3 | 2 | 1 | 11 | 4  | +7 | A      |
| Benin              | 11 | 6 | 3 | 2 | 1 | 12 | 10 | +2 | C      |
| Etiopia            | 11 | 6 | 3 | 2 | 1 | 11 | 14 | -3 | J      |
| Rep. Centrafricana | 10 | 6 | 3 | 1 | 2 | 9  | 11 | -2 | B      |
| Capo Verde         | 9  | 6 | 3 | 0 | 3 | 11 | 7  | +4 | F      |
| Rep. del Congo     | 9  | 6 | 2 | 3 | 1 | 9  | 7  | +2 | E      |
| Mauritania         | 8  | 6 | 2 | 2 | 2 | 6  | 5  | +1 | M      |
| eSwatini           | 8  | 6 | 2 | 2 | 2 | 6  | 9  | -3 | L      |
| Mozambico          | 7  | 6 | 2 | 1 | 3 | 5  | 7  | -2 | H      |
| Burundi            | 6  | 6 | 2 | 0 | 4 | 8  | 12 | -4 | K      |

## Statistiche

### Classifica marcatori
7 reti
- Hillal Soudani

6 reti
- Getaneh Kebede

5 reti
- Stéphane Sessègnon
- Fiston Abdul Razak

- Férébory Doré
- William Jebor

4 reti
- Islam Slimani

- Mohamed Salah

- Youssef El-Arabi

3 reti
- Gelson
- Moussa Limane
- Cédric Bakambu
- Jordan Ayew
- Muhammad Za'abia

- Abdoulay Diaby
- Bessam
- Ernest Sugira
- Sadio Mané
- Thamsanqa Gabuza

- Yassine Chikhaoui
- Winston Kalengo
- Khama Billiat
- Knowledge Musona

2 reti
- Sofiane Feghouli
- Faouzi Ghoulam
- Saphir Taïder
- Riyad Mahrez
- Frédéric Gounongbe
- Joel Mogorosi
- Vincent Aboubakar
- Djaniny
- Vianney Mabidé
- Jordan Massengo
- Prince Oniangué
- Jonathan Bolingi
- Jordan Botaka
- Joël Kimwaki
- Paul-José M'Poku
- Firmin Ndombe Mubele
- Emilio Nsue

- Saladin Said
- Christian Atsu
- Asamoah Gyan
- Idrissa Sylla
- Zezinho
- Ayub Masika
- Anthony Laffor
- Chiukepo Msowoya
- Gerald Phiri Jr.
- Moussa Doumbia
- Modibo Maïga
- Nabil Dirar
- Domingues
- Sonito
- Peter Shalulile
- Adebayor Zakari Adje
- Jacques Tuyisenge

- Luís Leal
- Mame Biram Diouf
- Moussa Konaté
- Dine Suzette
- Keagan Dolly
- Hlompho Kekana
- Atak Lual
- Felix Badenhorst
- Sabelo Ndzinisa
- Tony Tsabedze
- Komlan Agbégniadan
- Floyd Ayité
- Kodjo Laba
- Saber Khalifa
- Taha Yassine Khenissi
- Collins Mbesuma
- Cuthbert Malajila

1 rete
- Nabil Bentaleb
- Yassine Benzia
- Ryad Boudebouz
- Yacine Brahimi
- Rachid Ghezzal
- Aïssa Mandi
- Fredy
- Gilberto
- Dolly Menga
- Paná
- Khaled Adénon
- David Djigla
- Jodel Dossou
- Steve Mounié
- Mickaël Poté
- Onkabetse Makgantai
- Galabgwe Moyana
- Thabang Sesinyi
- Aristide Bancé
- Banou Diawara
- Préjuce Nakoulma
- Jonathan Pitroipa
- Alain Traoré
- Jonathan Zongo
- Pierre Kwizera
- Abbas Nshimirimana
- Enock Sabumukama
- Karl Toko Ekambi
- Benjamin Moukandjo
- Nicolas Nkoulou
- Edgar Salli
- Sébastien Siani
- Babanco
- Odaïr Fortes
- Ricardo Gomes
- Kay
- Ryan Mendes
- Nuno Jóia
- Nuno Rocha
- Garry Rodrigues
- Júlio Tavares
- Junior Gourrier
- Salif Kéïta
- Foxi Kéthévoama
- Eloge Enza Yamissi
- Youssouf M'Changama
- El Fardou Ben Nabouhane
- Mohamed Liban
- Yannick Bolasie
- Neeskens Kebano
- Elia Meschak
- Basem Morsi
- Ramy Rabia
- Ramadan Sobhi
- Carlos Akapo
- Josete Miranda
- Randy
- Iván Zarandona

- Dawit Fekadu
- Gatoch Panom
- Siyoum Tesfaye
- Mustapha Carayol
- David Accam
- Frank Acheampong
- André Ayew
- John Boye
- Jeffrey Schlupp
- Samuel Tetteh
- Wakaso
- François Kamano
- Guy-Michel Landel
- Mohamed Yattara
- Idrissa Camará
- Cícero
- Eridson
- Frédéric Mendy
- Toni Silva
- Gervinho
- Max Gradel
- Jonathan Kodjia
- Eric Johana
- Michael Olunga
- Paul Were
- Sunny Jane
- Tumelo Khutlang
- Ralekoti Mokhahlane
- Bokang Mothoana
- Jane Thabantso
- Francis Doe
- Gizzie Dorbor
- Sam Johnson
- Mark Paye
- Faisal Al Badri
- Sanad Al Ouarfali
- Fouad Al Triki
- Mohamed El Monir
- Almoatasembellah Mohamed
- Carolus Andriamatsinoro
- Faneva Imà Andriatsima
- Fabrice Angio Rakotondraibe
- Pascal Razakanantenaina
- Sarivahy Vombola
- John Banda
- Salif Coulibaly
- Moussa Marega
- Adama Traoré
- Molla Wagué
- Mustapha Yatabaré
- Sambou Yatabaré
- Aly Abeid
- Boubacar Bagili
- Diallo Guidileye
- Fabien Pithia
- Francis Rasolofonirina
- Andy Sophie
- Nordin Amrabat

- Aziz Bouhaddouz
- Omar El Kaddouri
- Hakim Ziyech
- Bheu Januário
- Deon Hotto
- Benson Shilongo
- Hendrik Somaeb
- Koffi Dan Kowa
- Moussa Maâzou
- Souleymane Dela Sacko
- Kelechi Iheanacho
- Oghenekaro Etebo
- Jean-Baptiste Mugiraneza
- Muhadjiri Hakizimana
- Dominique Savio Nshuti
- Fitina Omborenga
- Faduley
- Mohamed Diamé
- Keita Baldé Diao
- Famara Diedhiou
- Cheikhou Kouyaté
- Oumar Niasse
- Pape Souaré
- Achille Henriette
- Nelson Laurence
- Gervais Waye-Hive
- Sheka Fofanah
- Kei Kamara
- Tokelo Rantie
- Sebit Bruno
- Ramadan Alagab
- Muhannad Tahir Osman
- Emmanuel Adebayor
- Serge Akakpo
- Vincent Bossou
- Mathieu Dossevi
- Sadat Ouro-Akoriko
- Fakhreddine Ben Youssef
- Maher Hannachi
- Hamdi Harbaoui
- Wahbi Khazri
- Hamza Lahmar
- Youssef Msakni
- Ferjani Sassi
- Naïm Sliti
- Yoann Touzghar
- Khalid Aucho
- Luwagga Kizito
- Geofrey Massa
- Tony Mawejje
- Farouk Miya
- Brian Umony
- Rainford Kalaba
- Christopher Katongo
- Costa Nhamoinesu
- Evans Rusike